# (26150) 1994 RW11
1994 أر دابليو 11 (ويعرف أيضًا باسم (26150) 1994 أر دابليو 11 وفق تسمية الكوكب الصغير) (بالإنجليزية: 1994 RW11)‏ هو كويكب ضمن حزام الكويكبات؛ وترتيبه 26150 من حيث الاكتشاف.
اكتُشف هذا الجُرم الفلكي بواسطة اليانور إف. هيلين في 4 سبتمبر 1994.

## وصلات خارجية
- (26150) 1994 RW11 في قاعدة بيانات مختبر الدفع النفاث لأجرام النظام الشمسي الصغيرة

- الاكتشاف · مخطط المدار ·  العناصر المدارية · المعلمات المادية

- (26150) 1994 RW11 على موقع ويكي سكاي: DSS2, SDSS, GALEX, IRAS, Hydrogen α, X-Ray, Astrophoto, Sky Map, Articles and images